# Erwerbsobliegenheit
Erwerbsobliegenheit bezeichnet im deutschen Recht die Obliegenheit, seine Möglichkeiten zur Erzielung von Einkünften durch Einsatz der eigenen Arbeitskraft auszunutzen.

## Unterhaltsrecht
Im Unterhaltsrecht trifft sowohl den Unterhaltsverpflichteten eine Erwerbsobliegenheit, damit er seine Unterhaltspflicht erfüllen kann als auch den Unterhaltsberechtigten, um die eigene Bedürftigkeit zu vermeiden (§ 1602 BGB).
Der Grad der Erwerbsobliegenheit ist in den verschiedenen familienrechtlichen Verhältnissen unterschiedlich stark ausgeprägt.
So trifft Eltern von minderjährigen unverheirateten Kindern sowie von volljährigen unverheirateten Kindern bis zur Vollendung des 21. Lebensjahres, solange sie im Haushalt der Eltern oder eines Elternteils leben und sich in der allgemeinen Schulausbildung befinden, eine gesteigerte Unterhaltspflicht. Sie müssen gem. § 1603 Abs. 2 BGB alle verfügbaren Mittel zu ihrem und der Kinder Unterhalt einsetzen. Weniger streng sind die Anforderungen für Eheleute beim Trennungsunterhalt und beim nachehelichen Unterhalt. Wieder andere Maßstäbe gelten beim Elternunterhalt. Besonderen Regeln unterliegt auch die Erwerbsobliegenheit von Kindesmüttern zur Deckung ihres eigenen Unterhalts. Haben sie Kleinkinder bis zu einem Alter von 3 Jahren, brauchen sie keiner Erwerbstätigkeit nachzugehen. Bei älteren Kindern ist in der Regel  zumindest eine Teilzeitbeschäftigung zumutbar. Beim Minderjährigenunterhalt ist unter bestimmten Voraussetzungen zusätzlich zu einer Vollzeitbeschäftigung auch die Aufnahme einer Nebentätigkeit zumutbar. Auch der Bezug einer vollen Erwerbsminderungsrente entbindet nicht von der Verpflichtung, eine Erwerbstätigkeit zumindest im Umfang von bis zu drei Stunden am Tag auszuüben, sofern nicht geltend gemacht wird, dass die gesundheitlichen Einschränkungen überhaupt keine Erwerbstätigkeit mehr zulassen.
Die Erwerbsobliegenheit muss durch ernsthaftes Bemühen um Arbeit (Meldung bei der Bundesagentur für Arbeit, Stelleninserate aufgeben, Bewerbungen schreiben etc.) erfüllt werden. Die erforderlichen Bewerbungsbemühungen unterliegen hinsichtlich Anzahl und Inhalt hohen Anforderungen.
Dem Unterhaltspflichtigen, dessen Einkommen unter Wahrung des Selbstbehalts nicht genügt, um seine Unterhaltspflicht in vollem Umfang zu erfüllen,  können fiktive Einkünfte  zugerechnet werden, die er erzielen könnte, wenn er eine angemessene Erwerbstätigkeit oder eine zumutbare Nebentätigkeit ausüben würde.
Ausnahmen können bestehen, wenn eine Tätigkeit nicht zugemutet werden kann. Minderjährigen, Vollzeitschülern und Studenten ist im Allgemeinen keine Erwerbstätigkeit zuzumuten. Das kann auch wegen Alters oder Krankheit der Fall sein.
Die Erwerbsobliegenheit kann von dem Unterhaltsberechtigten nicht eingeklagt werden. Von einer Pflicht oder Verpflichtung zu sprechen, wäre deshalb falsch. Die Erfüllung liegt vielmehr im eigenen Interesse desjenigen, den die Obliegenheit trifft, denn bei einer Obliegenheitsverletzung treten Rechtsnachteile ein wie die Anrechnung fiktiver Einkünfte. Man unterstellt dann, dass der Betreffende die Einkünfte, die er haben könnte, tatsächlich hat und berechnet danach den Unterhalt.
In welchem Maß den Schuldner eine Erwerbsobliegenheit trifft, beurteilt sich nach den konkreten Umständen des Einzelfalls. Gewisse Vorgaben ergeben sich aus den Unterhaltsleitlinien der Oberlandesgerichte wie beispielsweise der Düsseldorfer Tabelle.

## Insolvenzrecht
Nach § 295 Abs. 1 Nr. 1 Insolvenzordnung hat der Schuldner in der sog. Wohlverhaltensperiode eine angemessene Erwerbstätigkeit auszuüben und, wenn er ohne Beschäftigung ist, sich um eine solche zu bemühen und keine zumutbare Tätigkeit abzulehnen. Bei Nicht-Erfüllung der Erwerbsobliegenheit kann nach § 290 Abs. 1 Nr. 5 InsO die Restschuldbefreiung versagt werden.
Dafür ist im Regelfall erforderlich, aber auch ausreichend, sich bei der Bundesagentur für Arbeit arbeitssuchend zu melden und laufend Kontakt zu den zuständigen Mitarbeitern zu halten. Weiter muss der Schuldner sich selbst aktiv und ernsthaft um eine Arbeitsstelle bemühen, etwa durch stetige Lektüre einschlägiger Stellenanzeigen und durch entsprechende Bewerbungen. Als ungefähre Richtgröße können zwei bis drei Bewerbungen in der Woche gelten, sofern entsprechende Stellen angeboten werden.

## Sozialrecht
Die Verletzung der Pflicht, eine zumutbare Arbeit aufzunehmen, wird bei Beziehern von Bürgergeld gem. § 31, § 31a SGB II mit einer Leistungskürzung sanktioniert.